# Donovan Swailes
Pour les articles homonymes, voir Swailes.
Donovan Swailes (12 avril 1892-10 décembre 1984) est un homme politique canadien du Manitoba. Il est député provincial social-démocrate (FCC (en)) de la circonscription manitobaine de Winnipeg (en) de 1945 à 1949, de Winnipeg Centre (en) de 1949 à 1958 et d'Assiniboia de 1958 à 1959,.

## Biographie
Né à Leeds dans le Yorkshire and the Humber en Angleterre, Swailes travaille dans une usine de textile sur place et joue du trombone pour l'Armée du Salut tout en prenant des cours à l'université de Leeds. Pendant la Première Guerre mondiale, il travaille comme musicien à l'Opera House à Cork en Irlande et plus tard, pour la marine australienne. Après le conflit, il participe avec un groupe à une tournée en Nouvelle-Zélande.
S'établissant au Canada en 1920, il s'implique dans les mouvements ouvriers et social-démocrate. S'associant au Independent Labour Party (en) en 1925, il devient plsu tard président de la Manitoba Federation of Labour (en). En 1943, il représente Winnipeg et le Winnipeg Trades and Labour Council lors d'une convention de la Fédération américaine du travail. La même année, il est élu secrétaire-trésorier du FCC du Manitoba. Il sert également au conseil des directeurs de la Winnipeg Musicians Union, au conseil exécutif du Bureau de la Famille et comme conseiller au conseil du Département de l'Éducation du Manitoba.
Initialement fermier à la suite de son arrivée au Canada, Swailes devient membre de l'Orchestre symphonique de Winnipeg (en) sous la direction Hugh Ross et de Bernard Naylor (en). En 1934, il devient secrétaire du Musicians' Union.
Durant la campagne électorale de 1945 (en), Swailes travaile comme organisateur pour la campagne aux côtés de David Lewis et Lloyd Stinson (en).
En 1948, Swailes se présente sans succès à la mairie de Winnipeg et perd contre Garnet Coulter (en). Il est à nouveau défait en 1952 par Coulter et Stephen Juba (en).
Élu au conseil municipal de Winnipeg en tardivement en 1959, il y siège pendant une décennie. Il tente un retour en politique provinciale en 1962 en tant que candidat néo-démocrate, mais termine en troisième position.
L'ancien chef social-démocrate Lloyd Stinson le décrit comme le travailleur le plus acharné du côté de l'opposition qui s'active sur plusieurs dossiers et critique l'administration de Douglas Campbell pour son conservatisme.
Swailes meurt à Victoria en décembre 1984 à l'âge de 92 ans. L'avenue Swailes de Winnipeg est nommée en son honneur.
Son frère, Robert Swailes, représente la circonscription de Delta à l'Assemblée législative de la Colombie-Britannique.